# Ferdynand, książę Asturii

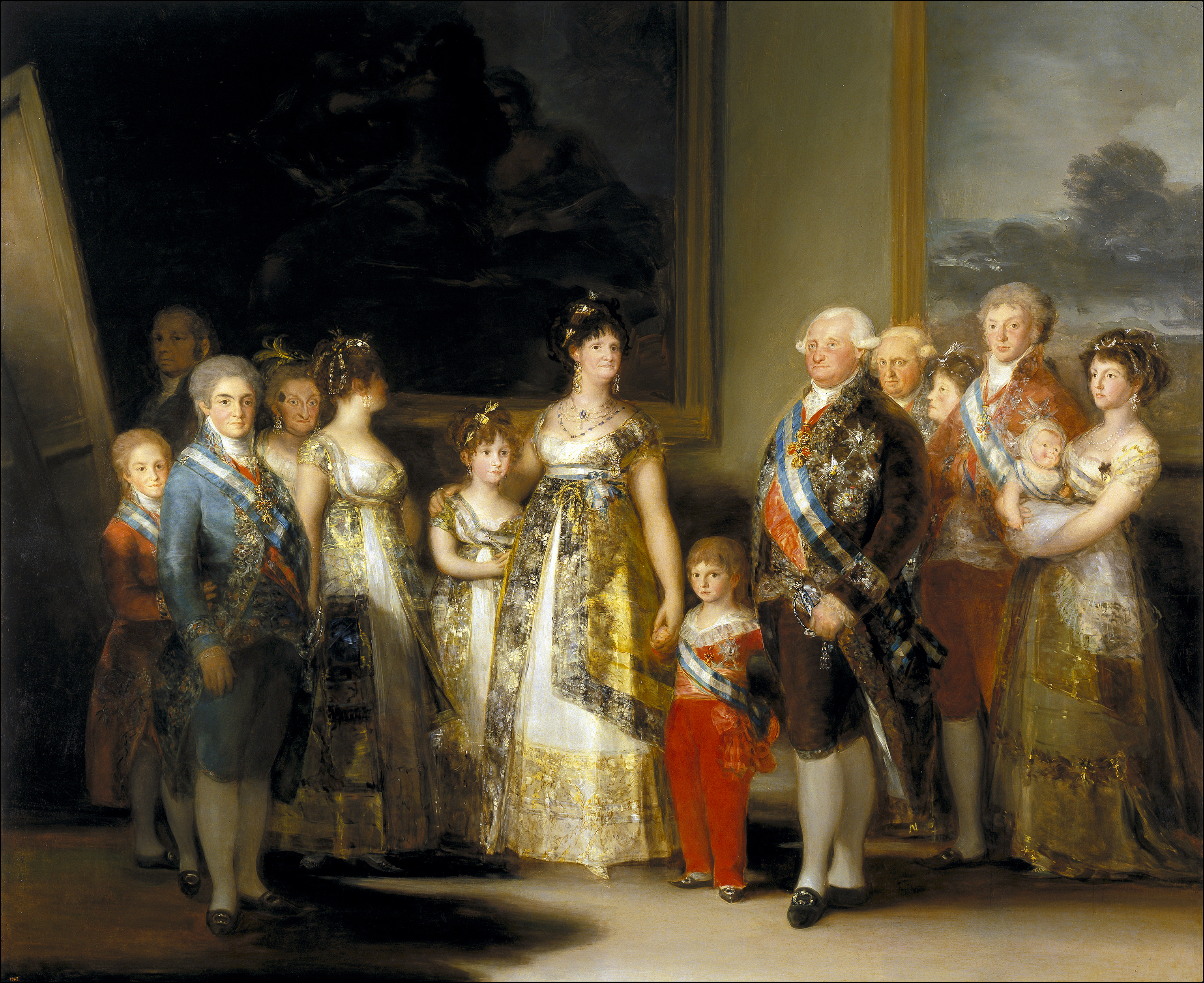
Rodzina Karola IV, Goya, 1800

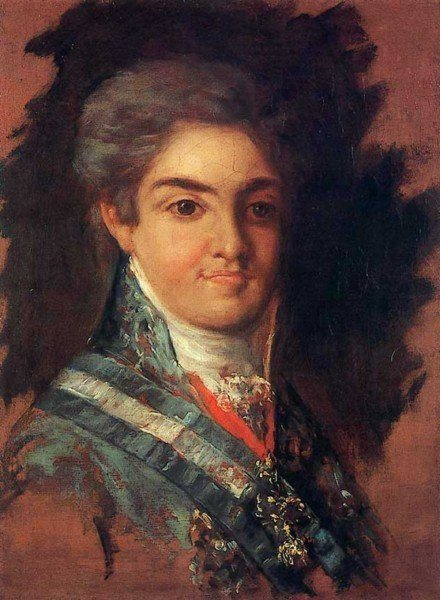
Inna wersja przypisywana Goi znajduje się w prywatnej kolekcji

Ferdynand, książę Asturii (hiszp. Fernando, príncipe de Asturias) – obraz olejny hiszpańskiego malarza Francisca Goi będący szkicem przygotowawczym do zbiorowego portretu pt. Rodzina Karola IV. Przedstawia młodego księcia Asturii i następcę tronu Hiszpanii, przyszłego króla Ferdynanda VII. Należy do kolekcji Metropolitan Museum of Art w Nowym Jorku.

## Ferdynand VII
Ferdynand VII (1784–1833) był synem hiszpańskiego króla Karola IV Burbona i Marii Ludwiki Burbon-Parmeńskiej. Jako książę i następca nie sprawował żadnej władzy, ponieważ para królewska faworyzowała sekretarza stanu Manuela Godoya i jemu powierzała najważniejsze obowiązki państwowe. Obawiając się o swoją sukcesję, Ferdynand spiskował przeciwko ojcu razem z liberałami przychylnymi Napoleonowi, spisek jednak wykryto, a księcia aresztowano. Również Godoy uważał Francję i Napoleona Bonapartego za sprzymierzeńca i nie przewidział jego planu zajęcia Hiszpanii ani wcielenia jej do cesarstwa. W 1808 roku, kiedy armia francuska zbliżała się do hiszpańskiej stolicy, wybuchły gwałtowne zamieszki skierowane przeciwko niepopularnemu i profrancuskiemu Godoyowi. Lud podżegany przez zwolenników księcia Ferdynanda wdarł się do Pałacu w Aranjuez, letniej rezydencji królewskiej. W wyniku tych wydarzeń Karol IV zmuszony był abdykować na rzecz syna 19 marca 1808 roku. Sytuację wykorzystał Napoleon, który zaprosił skłóconą rodzinę królewską do Bajonny, oferując wsparcie w negocjacjach. Na francuskim terytorium zmusił nowo koronowanego Ferdynanda VII do abdykacji na rzecz ojca, który następnie przekazał koronę Napoleonowi na początku maja 1808 roku. Napoleon umieścił na hiszpańskim tronie swojego brata Józefa, który panował od czerwca 1808 do grudnia 1813 roku. Ferdynand VII został uwięziony w Valençay, w tym czasie w Hiszpanii trwała wojna niepodległościowa. Odzyskał wolność i tron w 1813 roku, hiszpański lud witał go z entuzjazmem i nazywał „Upragnionym”. Panował do śmierci w 1833 roku; jego rządy charakteryzowały się powrotem do absolutyzmu i prześladowaniem liberałów i sprzyjających Francuzom.

## Okoliczności powstania
Portret szesnastoletniego Ferdynanda jest jednym ze szkiców przygotowawczych do zbiorowego portretu pt. Rodzina Karola IV przedstawiającego króla Karola IV z najbliższą rodziną. Goya zaczął pracować nad zbiorowym portretem w maju 1800 roku, kiedy rodzina królewska wypoczywała w Pałacu w Aranjuez, letniej rezydencji Burbonów. Między majem a lipcem artysta wykonał szkice przygotowawcze w postaci olejnych portretów przedstawiających każdego z członków rodziny królewskiej. Na życzenie królowej Marii Ludwiki Goya sportretował każdego z osobna, dzięki czemu monarchowie uniknęli długich i nużących godzin pozowania w grupie. Pięć z dziesięciu szkiców wykonanych przez Goyę w Aranjuez znajduje się w zbiorach Prado: Infantka Maria Józefa, Infant Antoni Burbon, Infant Karol Maria Izydor, Infant Franciszek de Paula Burbon i Ludwik I Parmeński. Istnieje także kilka kopii wykonanych przez Augustina Esteve znajdujących się w różnych muzeach i prywatnych kolekcjach. Wszystkie szkice charakteryzuje widoczny czerwonawy podkład. Fizjonomia postaci jest oddana z jeszcze większą precyzją niż na ostatecznym obrazie, widać, że szkice posłużyły artyście do wnikliwej analizy twarzy portretowanych. Szkice zostały przedstawione rodzinie królewskiej i zaakceptowane. Możliwe, że powstał także szkic przygotowawczy ostatecznego dzieła, który się nie zachował.

## Opis obrazu
Szkic przedstawiający Ferdynanda był dawniej uważany za kopię, a obecnie za oryginał. Uwaga malarza skupia się na twarzy, a strój pozostaje niedokończony. W przypadku szkicu Ferdynanda inny artysta wykończył obraz i domalował owalną ramę. Książę nosi Order Złotego Runa zawieszony na szyi, francuski Order Ducha Świętego i wstęgę Orderu Karola III.

## Proweniencja
Obraz należał do wdowy po Ferdynandzie VII, jego czwartej żony Marii Krystyny Sycylijskiej. Znajdował się w Pałacu Palacio de Vista Alegre, jednej z rezydencji królewskich w Madrycie. Od 1856 roku należał do Antoniego Orleańskiego i infantki Ludwiki Ferdynandy Burbon, książąt de Montpensier i znajdował się w Pałacu de San Telmo w Sewilli. Obraz odziedziczyła ich córka Maria Izabela Orleańska, a następnie jej syn Filip Orleański. W 1910 obraz nabył marszand Paul Durand-Ruel, który sprzedał go Jamesowi Stillmanowi. Do 1950 roku właścicielem był jego wnuk Avery Rockefeller. Ostatnim właścicielem był René Fribourg, który przekazał obraz do Metropolitan Museum of Art w 1951 roku.